# بكاريس
البكاريس أو بَخَاريد أو بَخَاريس أو خمريّة (الاسم العلمي: Baccharis) هو جنس من النباتات يتبع الفصيلة النجمية من رتبة النجميات.